# Edgar Barrier
Edgar Barrier (* 4. März 1907 in New York City; † 20. Juni 1964 in Hollywood, Kalifornien) war ein US-amerikanischer Schauspieler.

## Leben und Karriere
Nach dem Besuch der Columbia University wandte Edgar Barrier sich der Schauspielerei zu. In den 1930er-Jahren war er am Broadway in einigen Stücken zu sehen, unter anderem in Maxwell Andersons Mary of Scotland sowie in Robert E. Sherwoods Idiot’s Delight. Barrier wurde ebenfalls Mitglied des Mercury Theatres von Orson Welles, er wirkte sowohl an Bühnenaufführungen als auch an Radioproduktionen des legendären Ensembles mit. In der Radioserie The Saint lieh er als einer von mehreren Schauspielern dem Helden Simon Templar seine Stimme.
Zwar hatte Barrier vereinzelt bereits zuvor an Filmen mitgewirkt, doch begann er erst ab 1940 regelmäßig in Filmen aufzutreten. Der Bartträger kam in Hollywood besonders häufig in Kostümfilmen und Abenteuerstreifen zum Einsatz. Oftmals trat er dabei in Nebenrollen als Finsterling in Erscheinung. In Phantom der Oper war er 1943 neben Claude Rains und Nelson Eddy als Polizist Raoul Dubert zu sehen. Bei den Filmen Von Agenten gejagt (1943) und Macbeth – Der Königsmörder (1948) arbeitete Barrier noch zweimal mit Orson Welles zusammen. Insbesondere seine Rolle in Macbeth als ermordeter Banquo, der später als Geist erscheint, gilt als ein Höhepunkt seiner Filmkarriere. Eine weitere markante Filmrolle übernahm er 1945 als mörderischer Aristokrat in A Game of Death, einer Neuverfilmung von Graf Zaroff – Genie des Bösen. 
Ab den 1950er-Jahren war Barrier auch in zahlreichen US-Fernsehserien zu sehen, die Qualität seiner Filmangebote ließ jedoch während dieser Zeit deutlich nach. Zuletzt wirkte er in seinem Todesjahr als Gastdarsteller an der Fernsehserie 77 Sunset Strip mit. Edgar Barrier starb im Juni 1964 im Alter von 57 Jahren an einem Herzinfarkt und wurde im Westwood Village Memorial Park Cemetery beigesetzt.

## Filmografie (Auswahl)
- 1930: Le spectre vert
- 1933: Der Unsichtbare (The Invisible Man)
- 1938: Too Much Johnson
- 1940: Escape
- 1940: Comrade X
- 1941: The Penalty
- 1942: Der große Wurf (The Pride of the Yankees)
- 1942: Die Stimme des Terrors (Sherlock Holmes and the Voice of Terror, Stimme)
- 1942: Arabische Nächte (Arabian Nights)
- 1943: Von Agenten gejagt (Journey into Fear)
- 1943: Phantom der Oper (Phantom of the Opera)
- 1943: Das zweite Gesicht (Flesh and Fantasy)
- 1944: Die Schlangenpriesterin (Cobra Woman)
- 1944: Secrets of Scotland Yard
- 1945: Cornered
- 1945: A Game of Death
- 1946: Tarzan und das Leopardenweib (Tarzan and the Leopard Woman)
- 1948: Opium (To the Ends of the Earth)
- 1948: Macbeth – Der Königsmörder (Macbeth)
- 1948: Der Mann ohne Gesicht (Rogues’ Regiment)
- 1950: Der letzte Freibeuter (Last of the Buccaneers)
- 1950: Der letzte Musketier (Cyrano de Bergerac)
- 1951: Hurricane Island
- 1953: Kampf der Welten (The War of the Worlds)
- 1953: Piraten an Bord (Prince of Pirates)
- 1953: Durch die gelbe Hölle (Destination Gobi)
- 1953: Die Nacht vor dem Galgen (Count the Hours)
- 1953: Das goldene Schwert (The Golden Blade)
- 1953: Die Nacht der Abrechnung (The Stand at Apache River)
- 1953–1954: Ramar of the Jungle (Fernsehserie, 3 Folgen)
- 1954: Der Empörer (The Saracen Blade)
- 1954: Stadt der Verdammten (Silver Lode)
- 1954: Prinzessin vom Nil (Princess of the Nile)
- 1956: Der Dschungel von Manhattan (Rumble on the Docks)
- 1957: Angriff der Riesenkralle (The Giant Claw)
- 1960: Menschen im Weltraum (Men Into Space, Fernsehserie, Folge 1x34)
- 1960: The Rebel (Fernsehserie, 2 Folgen)
- 1961: General Pfeifendeckel (On the Double)
- 1961: Schneewittchen & The Three Stooges (Snow White and the Three Stooges)
- 1961: Piraten von Tortuga (Pirates of Tortuga)
- 1961, 1963: Heute Abend Dick Powell (The Dick Powell Show, Fernsehserie, 2 Folgen)
- 1962: Hawaiian Eye (Fernsehserie, Folge 3x18)
- 1962–1964: 77 Sunset Strip (Fernsehserie, 3 Folgen)
- 1963: Das Mädchen Irma la Douce (Irma la Douce)